# Ryszard Turbiasz
Ryszard Turbiasz (Lublin, 1953) is een Belgisch acteur die vooral in het theater actief is.
Turbiasz werd geboren in Polen. Hij studeerde theoretische wiskunde aan de Universiteit van Warschau en was even semi-profwielrenner. In de jaren 80 verhuisde hij naar België. Hij is een van de drijvende krachten achter het theatergezelschap LAZARUS.

## Theater
- 'Iemand moet het doen' - LAZARUS (2021)
- 'Bagaar' - LAZARUS en Guy Cassiers (2019)
- 'Rompslomp' - LAZARUS (2018)
- 'Absurde held' - LAZARUS (2017)
- 'Karamazow' - LAZARUS (2017)
- 'Idioot' - LAZARUS (2017)
- 'Oblomow' - LAZARUS (2017)
- 'Wat is drinken?' - LAZARUS (2017)
- 'Met voorbedachten rade' - LAZARUS (2014)
- 'Niets is onmogelijk' - LAZARUS en Toneelhuis (2012)
- 'Wat is drinken?' - LAZARUS (2011)
- 'OBLOMOW' - LAZARUS (2010)
- 'ça brule' - De Roovers & De vereniging van de enthousiasten voor het reële en universele (2009)
- 'What is thinking' - Kaaitheater (2007)
- 'Iets anders!' - LAZARUS (2007)
- 'Wegens succes verlengd' - LAZARUS (2006)

## Televisierollen
- Wolven (2012)
- Vermist als Valentina (2010)
- Los zand als Vladimir (2009)
- Flikken als Borys Kaminski (2006)
- Recht op Recht als Rocky (2000)
- Spangen als Popescou (1999)
- Zwarte sneeuw als Alex (1996)

## Filmrollen
- Dossier K. als De Magere (2009)
- Linkeroever als Vlad (2008)
- Verboden te zuchten als geliefde van de receptionist (2001)
- Manneken Pis als Herry (1995)